# Donauknie

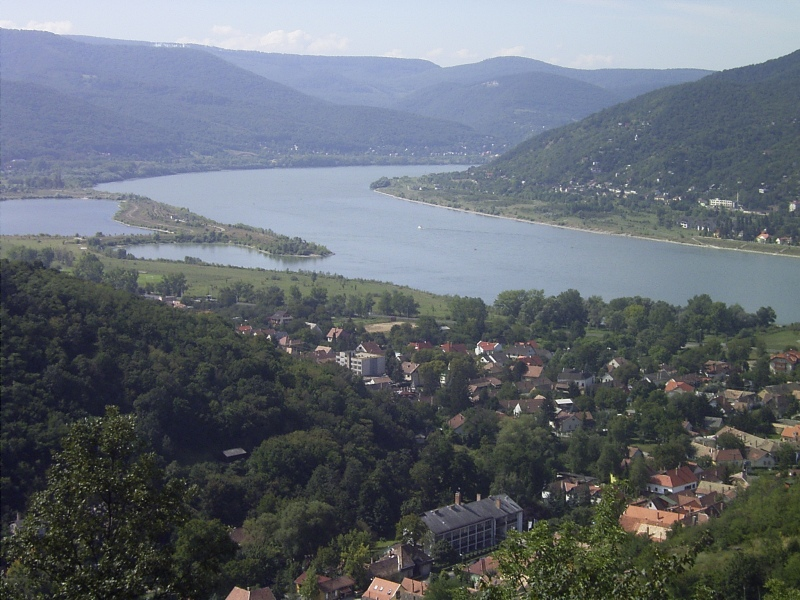
Donauknie bij Visegrád

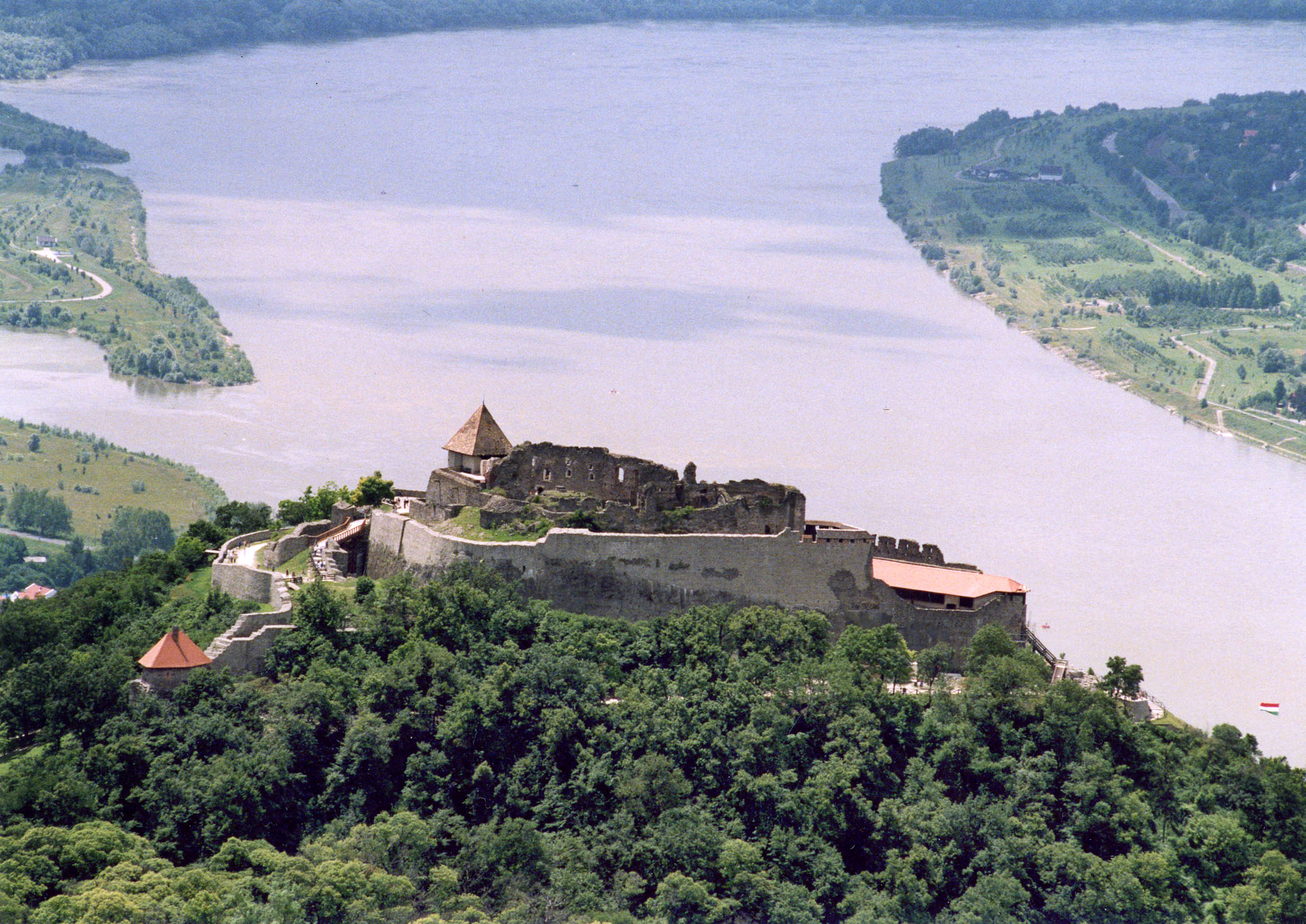
Kasteelruïne

De Donauknie of Dunakanyar is een bocht in de rivier de Donau, 50 km ten noorden van Boedapest. Daar breekt de rivier door het Hongaarse middelgebergte en maakt een grote bocht zuidwaarts. Vanuit de lucht gezien heeft de Donau de vorm van een knie, vandaar de naam.

## Ligging
De omgeving van de Donauknie is een landschappelijk fraai gebied, dat vroeger strategisch van groot belang was. Daardoor zijn er veel middeleeuwse overblijfselen van kastelen en andere monumenten. Er liggen verschillende kleine steden.
De Donau stroomt vanuit het westen, waar zij de grens vormt met Slowakije. Nabij de 'knie' stroomt ze langs de oude hoofdstad Esztergom, vroeger Gran geheten. Daar recht tegenover ligt het Slowaakse stadje Štúrovo en mondt de rivier de Hron in de Donau uit. 10 km voorbij Esztergom mondt de Ipoly, of Ipel voor de Slowaken, in de Donau uit. Bij deze rivier buigt de grens met Slowakije naar het noorden af.
In de grillige bocht van de Donauknie liggen op de linkeroever van het westen uit achtereenvolgens de plaatsjes Zebegény, Nagymaros, Kismaros, Verõce en uiteindelijk de stad Vác. Aan de rechteroever liggen Dömös en Visegrád, waar een botendienst is. Bij Kisoroszi en Dunabogdány splitst er zich rechts een zijtak van de Donau af, de Szentendrei-Donau, die 50 km verderop weer samenvloeit met de eigenlijke Donau in het noordelijke district Békásmegyer van Boedapest. Het langwerpige eiland dat zo wordt gevormd, Szentendrei sziget, telt veel soorten vogels die er ongestoord kunnen broeden. Aan de Szentendrei-Donau liggen de stadjes Dunabogdány, Léanyfalu en Szentendre.

## Vervoer
De Donauknie is per auto vanuit Boedapest langs beide zijden van de stroom te bereiken, en met de 'voorstadtrein', de HÉV, vanaf het Batthyány tér in Boeda naar Szentendre, vanwaar men met een bus de reis kan voortzetten. Ook van het Erszébet tér in Pest vertrekken bussen naar de Donauknie, en per boot vanaf de aanlegsteiger voor het Vigadó tér.
- Gemeinsame Normdatei: 4012717-5
- Library of Congress Control Number: sh85035768
- Nationale Bibliotheek van Tsjechië: ge807951
- Nationale Bibliotheek van Israël: 987007543243405171
- Virtual International Authority File: 248057112